# Campanula kotschyana
Campanula kotschyana är en klockväxtart som beskrevs av A.Dc. Campanula kotschyana ingår i släktet blåklockor, och familjen klockväxter. Inga underarter finns listade i Catalogue of Life.